# It's Such a Beautiful Day
It's Such a Beautiful Day es una película de animación para adultos de comedia dramática experimental estadounidense de 2012 dirigida, escrita, animada, fotografiada y producida por Don Hertzfeldt, siendo a su vez, su primer largometraje.
La película se divide en tres capítulos, todos los cuales se estrenaron originalmente en los cines como cortometrajes animados. La primera parte, Everything Will Be OK, se estrenó en 2006 y recibió el Gran Premio en el Festival de Cine de Sundance. El segundo cortometraje, I Am So Proud of You, se estrenó en 2008, y la tercera película titular, It's Such a Beautiful Day, se estrenó en 2011. Tras sus lanzamientos originales, los tres cortometrajes recibieron colectivamente más de 90 premios en festivales de cine. En 2012, Hertzfeldt editó a la perfección los tres capítulos juntos y se estrenó como un nuevo largometraje.
La versión cinematográfica fue catalogada por muchos críticos de cine como una de las mejores películas de 2012 y la Asociación de Críticos de Cine de Los Ángeles la nombró finalista a la Mejor Película de Animación del año. Desde entonces, It's a such a Beautiful Day ha aparecido en las listas "Lo mejor de" de varios críticos de cine, incluido el número 1 en la lista de Film Stage de "Las 50 mejores películas animadas del siglo XXI hasta ahora", el número 1 en la lista de The Wrap. de las "Mejores películas animadas de la década de 2010" y el número 1 en la lista de IGN de las "10 mejores películas animadas de todos los tiempos".
La película cuenta la historia de un personaje llamado Bill, que lucha con problemas de memoria y visiones surrealistas, entre otros síntomas de un problema neurológico desconocido. La película emplea un humor poco convencional y reflexiones filosóficas serias.

## Argumento
Bill es un joven cuyas rutinas diarias, percepciones y sueños se ilustran en pantalla a través de múltiples ventanas de pantalla dividida, que a su vez son narradas (por Don Hertzfeldt). Bill sufre de una enfermedad sin nombre, que interfiere con su vida aparentemente mundana. Bill a menudo tiene reuniones con su exnovia y recientemente lo remitieron a una clínica por su condición. Comienza a tener intensas alucinaciones y se enferma.
Para recuperarse, la madre de Bill viene a cuidarlo. Luego, Bill es llevado a un hospital, donde su salud fluctúa, confundiendo a su médico. El médico de Bill concluye que Bill no va a morir, sorprendiendo e incomodando a sus familiares. Bill luego vuelve al trabajo.
La película retrocede a la infancia de Bill, con el narrador explicando la muerte del medio hermano de Bill, Randall, quien desapareció en el mar cuando era niño. Después de la muerte de Randall, la madre de Bill pronto se volvió ferozmente protectora con Bill y rara vez salía de casa, lo que finalmente provocó que el padrastro de Bill se fuera. El narrador también detalla la historia de la familia de Bill, muchos de los cuales murieron jóvenes de maneras extrañas o desagradables.
Unos días después de salir del hospital, Bill recibe una llamada que le dice que su madre había muerto en un "ataque de histeria senil". Bill ve a su médico una vez más, quien inesperadamente no encuentra nada malo en él. De camino a almorzar, Bill sufre una convulsión y se derrumba. Durante la convulsión, varios recuerdos de su infancia y niñez pasan ante él. Bill es llevado nuevamente al hospital, donde su exnovia lo visita con frecuencia. El nuevo médico de Bill lo interroga y revela que Bill no puede recordar información básica sobre su vida. Bill se somete a un examen cerebral, después de lo cual se le hacen varias preguntas y se le muestran fotografías que parecen irregulares o sin sentido.
El médico de Bill explica que Bill tiene problemas para entender el tiempo pasado y el presente, y se da a entender que muchos de sus recuerdos de la infancia y la historia familiar podrían haber sido confabulados. A Bill se le permite ir a casa para el cuidado de la familia, pero cuando llega a casa, no hay nadie para cuidarlo. Empieza a repetir y luego olvidar varias tareas, como comprar comida y pasear, y no parece entender que está enfermo. El médico de Bill explica que no le queda mucho tiempo de vida.
La perspectiva de Bill sobre la vida cambia drásticamente y comienza a notar más detalles en la vida. Este cambio se complementa con un cambio en la animación de la película: la fotografía a todo color se fusiona con el escenario. Bill alquila un coche y conduce por instinto hasta la casa de su infancia. Su tío le da una dirección donde puede encontrar a su verdadero padre, a quien no ha visto desde la infancia. Bill comparte un tierno momento con su padre, perdonándolo. El Narrador explica que nunca se volverán a ver. Bill sigue conduciendo, ahora más frenético y se detiene en un bosque. Se acuesta debajo de un árbol y la pantalla se vuelve negra.
El narrador se da cuenta de que Bill puede morir allí y se niega a creer que lo hará. En cambio, Bill parece volverse inmortal. Sobrevive a la raza humana y a los futuros habitantes de la tierra, sobreviviendo hasta la lenta muerte del universo, viendo las estrellas parpadear una a la vez.

## Producción
Seis años después, la imagen completa se capturó completamente en la cámara en un soporte de animación de tribuna de 35 mm. Construida en la década de 1940 y utilizada por Hertzfeldt en todos los proyectos desde 1999, fue una de las últimas cámaras supervivientes de su tipo que todavía funciona en el mundo. La imagen combinó animación tradicional dibujada a mano, efectos ópticos experimentales, trucos de fotografía e híbridos digitales que se imprimieron para fotografía, un cuadro a la vez.
El efecto característico de "pantalla dividida" de la película se logró enmarcando la animación dibujada a través de pequeños agujeros colocados debajo de la lente de la cámara durante la fotografía, con cada elemento en el marco de la película compuesto individualmente a través de exposiciones múltiples cuidadosas.
Hacia el final de la producción del último capítulo, el motor de la vieja cámara comenzó a fallar y ya no podía hacer avanzar la película correctamente, lo que provocó fugas de luz involuntarias en los carretes finales.

## Lanzamiento
Los tres capítulos de la película se produjeron y lanzaron originalmente como tres cortometrajes animados, fotografiados completamente en película de 35 mm con efectos especiales en la cámara. Los tres cortometrajes se editaron juntos y se relanzaron por primera vez como el largometraje It's such a beautiful day en 2012.
La primera entrega, Everything Will Be OK, se estrenó en cines en 2006 y ganó el Gran Premio de Cortometraje del Festival de Cine de Sundance de 2007. A pesar de la corta duración de la película, el crítico de cine de Variety Robert Koehler nombró a Everything Will Be OK como una de las "Mejores películas de 2007". La película fue muy bien recibida por los críticos, describiéndola como "visualización esencial" y "simplemente uno de los mejores cortometrajes producidos en los últimos años, ya sea animado o no". El Boston Globe calificó la película como una "obra maestra" y el Boston Phoenix declaró a Hertzfeldt como un "genio". El cortometraje fue un artículo de portada en el Chicago Reader y recibió cuatro estrellas del crítico JR Jones.
Everything Will Be OK avanzó a la ronda final de votación para Mejor Cortometraje de Animación en los Premios de la Academia de 2007, pero no llegó a la lista final de cinco nominados.
Fuera de los cines, Everything Will Be OK se lanzó por primera vez como un "sencillo" de DVD de edición limitada en 2007. El DVD presentaba un extenso "archivo" de más de 100 páginas de escenas eliminadas, notas de producción, bocetos y diseños de Don, así como un huevo de Pascua oculto que reproduce una versión alternativa de la película sin narración para resaltar el diseño de sonido.
La segunda entrega, I Am So Proud of You, se estrenó en cines en 2008. Continuó con el humor oscuro y filosófico de la primera película, viendo la recuperación de Bill obsesionada por la inevitabilidad aparentemente genética de su enfermedad mental, la falta de control sobre su propio destino y la muerte repentina de un ser querido. El corto sugiere conexiones "simultáneas" a lo largo del tiempo, a través de su extraña historia familiar, su infancia, el presente y su vejez.
Por primera vez, Hertzfeldt se embarcó en una gira en solitario con la película, presentando un programa especial "Noche con Don Hertzfeldt" en varias ciudades.
I Am So Proud of You recibió elogios de la crítica similares y recibió 27 premios en festivales de cine, incluido el Gran Premio del Jurado en el Festival de Cine de Florida y el Golden Starfish en el Festival de Cine de Hamptons.
El director David Lowery escribió: "Creo que I Am So Proud Of You es una elección tan buena como cualquier otra para la película del año... llena de pensamientos grandiosos y complejos sobre la vida y la muerte, los fluidos corporales y los años rápidamente". avanzando, llegando a extremos y comienzos, de ida y vuelta, una y otra vez, hasta que uno se desliza indistinguiblemente en el siguiente". Chris Robinson, autor y director del Festival Internacional de Animación de Ottawa describió I Am So Proud of You como "una obra maestra".
Después de su estreno en cines, se lanzó un "sencillo" en DVD de I Am So Proud of You en agosto de 2009, que presenta otro extenso "archivo" de materiales de producción.
El capítulo final de la trilogía, It's Such a Beautiful Day, se estrenó en 2011 y ganó varios premios, incluido un Premio especial del jurado del Festival de animación de Hiroshima.
En 2011 y 2012, Hertzfeldt volvió a realizar una gira por Estados Unidos y Canadá como apoyo al capítulo final, en otro programa "Evening with Don Hertzfeldt". Si bien este programa teatral presentó los tres cortometrajes juntos por primera vez, aún los presentó como cortos individuales, aún no como un largometraje unificado.
La versión cinematográfica final y unificada, It's a Beautiful Day, compartió el mismo título que el tercer cortometraje y tuvo un estreno teatral más limitado en 2012. Fue nominada a Mejor Película de Animación por la Asociación de Críticos de Cine de Los Ángeles. Más tarde estuvo disponible en DVD, Vimeo On-Demand, iTunes, y se transmitió durante un período de dos años en Netflix .
En 2015, se lanzó un Blu-ray de la versión remasterizada de It's Such a Beautiful Day.
En 2021, la película se remasterizó nuevamente y se estrenó por tiempo limitado en Criterion Channel .
It's Such a Beautiful Day está disponible a pedido en Vimeo, a partir de 2022.

## Recepción

### Respuesta crítica
It's Such a Beautiful Day fue aclamado por los críticos de cine. En el agregador de reseñas Rotten Tomatoes, la película tiene un índice de aprobación del 100% basado en 32 reseñas, con una calificación promedio de 8.5/10. El consenso crítico del sitio web dice: "Una colección de tres cortos de Don Hertzfeldt, It's Such a Beautiful Day es una obra de arte animada increíblemente densa y conmovedora". En Metacritic, la película tiene una puntuación media ponderada de 90 sobre 100, basada en 7 reseñas, lo que indica "aclamación universal".
Sobre la trilogía, Steven Pate de The Chicagoist escribió: "Hay un momento en cada entrega de la magistral trilogía de cortos animados de Don Hertzfeldt en el que sientes algo en el pecho. Es un evento inequívocamente cardíaco, del tipo que el gran arte puede provocar cuando se transmite algo profundo e innegablemente verdadero sobre la condición humana. Ahí es cuando te dices a ti mismo: ¿se supone que las figuras de palo me hacen sentir de esta manera? En manos de un maestro, sí. Y Hertzfeldt es para las figuras de palo lo que Franz Liszt fue para las tablas de ébano y marfil y lo que Ted Williams fue para un palo de ceniza blanca: alguien tan trascendentalmente experto que describir lo que hace en términos literales raya en la degradación".
Mike McCahill de The Guardian lo calificó como "Divertido, extrañamente conmovedor y adorablemente personal: en un mundo mejor, esto estaría en 300 pantallas, y el relleno como Los Croods tendría que pasar de contrabando por debajo del radar". Paul Bradshaw de Total Film lo llamó "Un libro animado existencial y una broma negra desgarradora: los hombres de palo nunca se han visto tan vivos". Glenn Heath Jr. de Little White Lies le dio 5 de 5 y la calificó como "Una de las grandes películas sobre la memoria, la perspectiva y la historia pasada".

### Reconocimientos
La Asociación de Críticos de Cine de Los Ángeles la nombró subcampeona a la Mejor Película de Animación del año, detrás de Frankenweenie. Indiewire clasificó a Hertzfeldt como el noveno mejor director de cine del año en su encuesta anual (empatado con Wes Anderson), y los críticos de cine de The AV Club clasificaron la película en el puesto número 8 en su lista de las mejores películas de 2012. La revista Slate nombró a It's a Beautiful Day como su mejor película de animación de 2012.
En el Reino Unido, la película ocupó el puesto número 3 en la lista de Time Out London de las 10 mejores películas de 2013 y el puesto número 4 en la lista de The London Film Review. En 2014, Time Out clasificó a It's a Beautiful Day en el puesto 16 en su lista de las "100 mejores películas animadas jamás realizadas". El crítico Tom Huddleston lo describió como "una de las grandes obras de arte marginales de la era moderna, a la vez comprensiva e impactante, hermosa y horrible, enojada e hilarante, edificante y casi insoportablemente triste".
En 2016, los críticos de The Film Stage clasificaron la película en el puesto número 1 en su lista de las "Mejores películas animadas del siglo XXI (hasta ahora)". Ese mismo año, tres críticos encuestados por la BBC calificaron a It's such a beautiful day como una de las mejores películas realizadas desde 2000.
En 2019, The Wrap nombró a It's a such a beautiful day como la "Mejor película animada de la década de 2010" n.º 1. Los críticos de cine de Vulture también la clasificaron en el puesto 12 en su lista general de las "Mejores películas de la década".
En 2021, CineFix de IGN le otorgó el puesto número 1 en su lista de las "10 mejores películas animadas de todos los tiempos".